# 장 시벨리우스
요한 율리우스 크리스티안 "장" 시벨리우스(핀란드 스웨덴어: Johan Julius Christian "Jean" Sibelius, 듣기 (도움말·정보), 1865년 12월 8일 ~ 1957년 9월 20일)는 핀란드의 작곡가이다. 음악 활동을 위해 본명인 요한(Johan) 대신 프랑스식 예명 장(Jean)을 사용했다. 시벨리우스의 음악은 요한 루드비그 루네베리의 시처럼 핀란드의 국민성을 대표한다고 여겨진다. 핀란드의 국민적 영웅으로 일컬어지는 그는 19세기 말부터 20세기 초에 이르는 핀란드 최대의 작곡가이자 세계적인 작곡가이다. 그의 작품은 현대적인 음악풍은 아니지만, 애조를 담은 북유럽의 음악다운 특색을 가지고 있다.

## 생애
시벨리우스는 1865년 당시 러시아령 핀란드 대공국에 위치한 해멘린나의 스웨덴계 핀란드인 가정에서 태어났다. 가족들은 그를 스웨덴어·핀란드어 애칭인 ‘얀네(Janne)’로 불렀지만, 시벨리우스 본인은 프랑스어 이름 ‘장(Jean)’을 썼다. 그의 가족은 그를 핀란드어 학교에 보냈고, 거기에서 그는 페노마니아 운동을 접했다. 그의 음악관과 정치 성향은 국민악파의 영향을 받았다.
그는 9살 때 피아노를 배웠고 15살 때 바이올린과 작곡법을 배웠다. 하지만 가족들이 반대하여 1885년에 헬싱키 대학교 법학과로 진학하였다가 음악을 전공하기 위하여 중퇴하고 당시 헬싱키 음악원 교수로 있던 페루초 부소니에게 사사하였다. 졸업 후 베를린과 빈으로 유학을 떠나 노년의 요하네스 브람스로부터 격려를 받았다. 1892년 헬싱키 음악원의 교수가 되었으며 대서사시 <<칼레발라>>에 의한 교향시를 작곡했다.
그의 가장 유명한 작품은 핀란디아, 슬픈 왈츠, 바이올린 협주곡, 카렐리아 모음곡, 투오넬라의 백조(렘민캐이넨 모음곡의 한 악장) 등이 있다. 그 밖에도 그는 칼레발라에 영감을 얻은 작품과 일곱 개의 교향곡, 100개가 넘는 가곡, 13개의 연극을 위한 반주 음악, 하나의 오페라 (Jungfrun i tornet - 미완성작품), 현악 사중주를 포함한 실내악 작품, 피아노 소품, 21개의 합창곡집, 프리메이슨 예배음악 등을 썼다.

## 시벨리우스의 작품 스타일
시벨리우스는 19세기 말 작곡계의 조류를 일부 받아들였지만 음악의 심층적인 구조를 단순화시키려고 했다. 그 결과 그의 작품은 안토닌 드보르자크처럼 관용적인 멜로디와 점차적인 발전으로 규정된다. 그는 페루초 부소니와 표트르 차이콥스키의 영향을 받았고, 1891년의 쿨레르보(Kullervo) 교향곡과 바이올린 협주곡에서 그 영향이 드러난다. 하지만, 그는 소나타 형식을 거부하고 음악적 단편을 발전시키면서 끝에 장엄한 피날레로 이어지는 구성을 그의 작품에 쓰기 시작했다.
시벨리우스는 조성적인 중심이 있는 음악을 썼다. 그는 길게 이어지는 음 하나(‘페달음’이라 한다.)를 중심으로 이어지는 단순한 화성을 선호했다. 그는 “페달 없는 음악은 종종 길을 잃는다”고 했다. 이런 점 때문에 시벨리우스의 음악이 복잡하지는 않지만 구스타프 말러와 같은 당대 작곡가들의 존경을 받았다. 후에 그는 올린 다운스의 찬사를 받았지만 버질 톰슨에게는 비판을 받았다.
1925년 이후로 그는 작은 작품들만을 썼고, 8번 교향곡(9번째)을 썼지만 폐기했다고 했다. 대편성으로 된 그의 마지막 작품으로는 교향곡 6번과 7번, 윌리엄 셰익스피어의 템페스트를 위한 반주 음악, 그리고 교향시 《타피올라》등이 있다. 제1차 세계 대전이 지나고, 후두암 수술을 받은 뒤 교향곡 8번을 끝으로 30년의 여생 동안 시벨리우스는 음악에 대해 이야기하는 것도 피했고 작곡에서도 거의 손을 뗐다.
그는 낭만주의 작곡가로서 당대에 서양 고전음악 작곡가로서는 유행에 뒤처진 음악을 썼다. 그의 교향곡은 아직까지도 연주·녹음되고 있으며, 아주 유명한 20세기의 교향곡 작곡가 중 하나로 남았다. 하지만 생전에 그는 더 수입이 많은 실내악과 연극을 위한 음악을 더 많이 썼다. 그의 작품을 옹호하는 사람으로는 사이먼 래틀, 로린 마젤, 데이비드 앨런 밀러 등이 있다.
1958년 맨체스터 가디언 지는 다른 작곡가들이 칵테일을 제조하는 동안 시벨리우스는 차갑고 맑은 물을 제공했다는 평으로 그의 말년 작품을 회고했다.

## 작품

### 교향곡
- 《교향곡 마 단조 (0번) <쿨레르보>》 (Kullervo Symphony), 작품번호 7. (1892) 소프라노, 바리톤, 합창과 관현악을 위한 교향곡.
- 《교향곡 1번 마 단조》, 작품번호 39 (1899/1900)
- 《교향곡 2번 라 장조》, 작품번호 43 (1902)
- 《교향곡 3번 다 장조》, 작품번호 52 (1907)
- 《교향곡 4번 가 단조》, 작품번호 64 (1911)
- 《교향곡 5번 내림 마 장조》, 작품번호 82 (1915, 1916·1919 개작)
- 《교향곡 6번 라 단조》, 작품번호 104 (1923)
- 《교향곡 7번 다 장조》, 작품번호 105 (1924)
- 《교향곡 8번》 (1929, 완성했지만 시벨리우스 자신이 폐기했다고 1929년 Olin Downes에게 보내는 편지에 언급했다.)

### 협주곡
- 《바이올린 협주곡 라 단조》, 작품번호 47. (1903/1905)
- 바이올린과 관현악을 위한 두 개의 세레나데, 작품번호 69. (1912)

### 음시
- 《Skogsrået》(나무 요정), 작품번호 14. (1894)
- 《포흐욜라의 딸》(Pohjolan tytär), 작품번호 49. (1906)
- 《Öinen ratsastus & auringon nousu》, 작품번호 55. (1909)
- 오케스트라와 하프를 위한 《시인》(Barden), 작품번호 64. (1913/1914)
- 소프라노와 오케스트라를 위한 《Luonnotar》, 작품번호 70. (1913)
- 《오케아니스》(Aallottaret), 작품번호 73. (1914)
- 《타피올라》(Tapiola), 작품번호 112. (1926)

### 부수음악
- 《Kung Kristian》, 작품번호 27. (1898)
- 《Pelléas et Mélisande》와 모음곡, 작품번호 46. (1905)
- 《Svanevit》 모음곡, 작품번호 54. (1908)
- 성악, 합창, 관현악을 위한 《템페스트》(Stormen), 작품번호 109. (1925)

### 나머지
- 《카렐리아 서곡》(Karelia-alkusoitto), 작품번호 10. (1893)
- 《카렐리아 모음곡》(Karelia-sarja), 작품번호 11. (1893)
- 《레민카이넨 모음곡》(Lemminkäis-sarja), 작품번호 22. 칼레발라의 전설 네 개에 의함. (1893)
- 《Vårsång》, 작품번호 16. (1894)
- 합창과 관현악을 위한 《Laulu Lemminkäiselle》, 작품번호 31/1. (1896)
- 《Sandels》, 작품번호 28. 합창과 관현악을 위한 즉흥곡. (1898)

### 교향시
- 《핀란디아》(Finlandia), 작품번호 26. (1899)
- 낭송, 합창, 관현악을 위한 《Snöfrid》, 작품번호 29. (1899)
- 낭송, 합창, 관현악을 위한 《울레아 강의 해빙》(Islossningen i Uleå älv), 작품번호 30. (1899)
- 여성 합창과 관현악을 위한 〈Livlust/ Gossar och flickor〉, 작품번호 19. (1902)
- 바리톤, 남성 합창과 관현악을 위한 《Tulen synty》, 작품번호 32. (1902/1910)
- 《Cassazione》, 작품번호 6. (1904/1905)
- 《Kuolema》(〈Valse Triste〉와 〈Scene med Tranor〉), 작품번호 44. (1904/1906)
- 《Dance Intermezzo》, 작품번호 45/2. (1904/1907)
- 합창과 관현악을 위한 《Vapautettu kuningatar》, 작품번호 48. (1906)
- 《벨사자르의 향연》(Belsazar's gästabud), 작품번호 51. 모음곡. (1906)
- 《판과 에코》(Pan ja Kaiku), 작품번호 53. (1906)
- 《Dryadi》, 작품번호 45/1 (1910)
- 《죽음(Kuolema)을 위한 두 개의 소품》, 작품번호 62. (1911)
- 합창과 관현악을 위한 《우리의 조국》(Oma Maa), 작품번호 92. (1918)
- 합창과 관현악을 위한 《지구의 노래》(Jordens sång), 작품번호 93. (1919)
- 합창과 관현악을 위한 《배이뇌의 노래》Väinön virsi, 작품번호 110. (1926)
- 현을 위한 안단테 페스티보. 유작. (1925/1930)

### 나머지
- 남성 합창과 현을 위한 《라카스타바》(Rakastava - "연인"), 작품번호 14. (1893. 1911 현과 타악을 위한 곡으로 편곡)
- 《비시 요울룰라울루아》(Viisi joululaulua), 작품번호 1. 다섯 곡의 크리스마스 캐럴. (1895-1913)
- 《Porilaisten marssi》 (1900)
- 《Voces intimae》, 현악 사중주 (1909)
- 《재게르 행진곡》(Jääkärimarssi) (1915)

### 독주곡
- 6개의 즉흥곡, Op. 5 (1893)
- 피아노 소나타 F장조, Op. 12 (1893)
- 10개의 피아노곡, Op. 24
- 3개의 소나티나, Op. 67 (1912)
  - No. 1 in F-Sharp단조
  - No. 2 in E장조
  - No. 3 in B-Flat단조
- 5개의 피아노곡 ("The Trees"), Op. 75
- 스파뉴올로 (1913)

## 같이 보기
- 니콜라스 그룬트비
- 프리티오프 난센
- 다그 함마르셸드